# Ondřej Buchtela
Ondřej Buchtela (8. listopadu 1999 Ústí nad Labem – 24. července 2020) byl český profesionální hokejový obránce.

## Život a kariéra
Ondřej Buchtela se narodil 8. listopadu 1999 v Ústí nad Labem, kde také začínal s hokejem a v tamním klubu Slovan Ústečtí Lvi působil do roku 2013.
Od sezony 2013/14 hrál za tým Piráti Chomutov. Za klub také poprvé debutoval v české hokejové extralize. Z Chomutov v lize odehrál 27 utkání a připsal si gól a přihrávku. Mimo jiné nastoupil do několika zápasů za HC Stadion Litoměřice a SK Trhači Kadaň. Od sezony 2019/20 byl hráčem Bílých Tygrů Liberec, ale nastupoval za prvoligové HC Benátky nad Jizerou, kde odehrál 57 utkání a získal 25 bodů.
Rovněž pravidelně nastupoval za různé kategorie české mládežnické reprezentace. V roce 2017 byl součástí výběru pro Mistrovství světa v ledním hokeji do 18 let.

### Nemoc, smrt a památka
Dne 14. května 2020 mu byl diagnostikován zhoubný nádor na srdci, který zasáhl i obě plíce. Začátkem června o nemoci sám informoval veřejnost prostřednictvím Instagramu. Na podporu financování léčby byl zřízen transparentní účet, kde bylo vybráno kolem 3,5 milionů korun, přispěl například Jaromír Jágr, Jakub Voráček, David Krejčí, nebo Petr Čech.
Ondřej Buchtela zemřel 24. července 2020 ve věku 20 let. Poslední rozloučení proběhlo v bystřanské obřadní síni na Teplicku.
Jeho matka, Eva Buchtelová, později napsala a vydala knihu o jeho životě a smrti s názvem Zemři a povstaň (2021). Výtěžek z prodeje knihy byl věnován na onkologicky nemocné děti.
Od roku 2020 je po něm pojmenovaná cena Ondřeje Buchtely pro nejlepšího obránce v 1. české hokejové lize. V Chomutově se každý rok pořádá Memoriál Ondřeje Buchtely.